# Barkley Marathons
Barkley Marathons är ett ultramaratonlopp i traillöpning som genomförs i Frozen Head State Park nära Wartburg, Tennessee, USA. Deltagarna ska ta sig fem varv runt en bana som är cirka 32 km och de fem varven, totalt cirka 160 km, måste genomföras under 60 timmar. De tre första varven kallas för ett "på-skoj-lopp" (fun-run). Mellan 1995 och 2023 har endast 17 deltagare fullföljt loppet, ytterligare en deltagare gick i mål under tiden då Barkley Marathons var 80 km långt.

## Historia
Loppets bana utformades av Gary "Lazarus Lake" Cantrell. Idén till att genomföra ett ultramaraton i Frozen Head State Park var inspirerad av James Earl Ray som 1977 rymde från fängelset Brushy Mountain State Penitentiary. Vid rymningen tog sig Ray endast fram 13 km i terrängen som omgav fängelset trots att han inte hittades på 55 timmar. När Cantrell hörde om rymningen tänkte han att han själv skulle ha klarat 160 km i terrängen och på så vis föddes Barkley Marathons. Fängelset som Ray rymde från passeras nu under loppets gång.

## Loppet

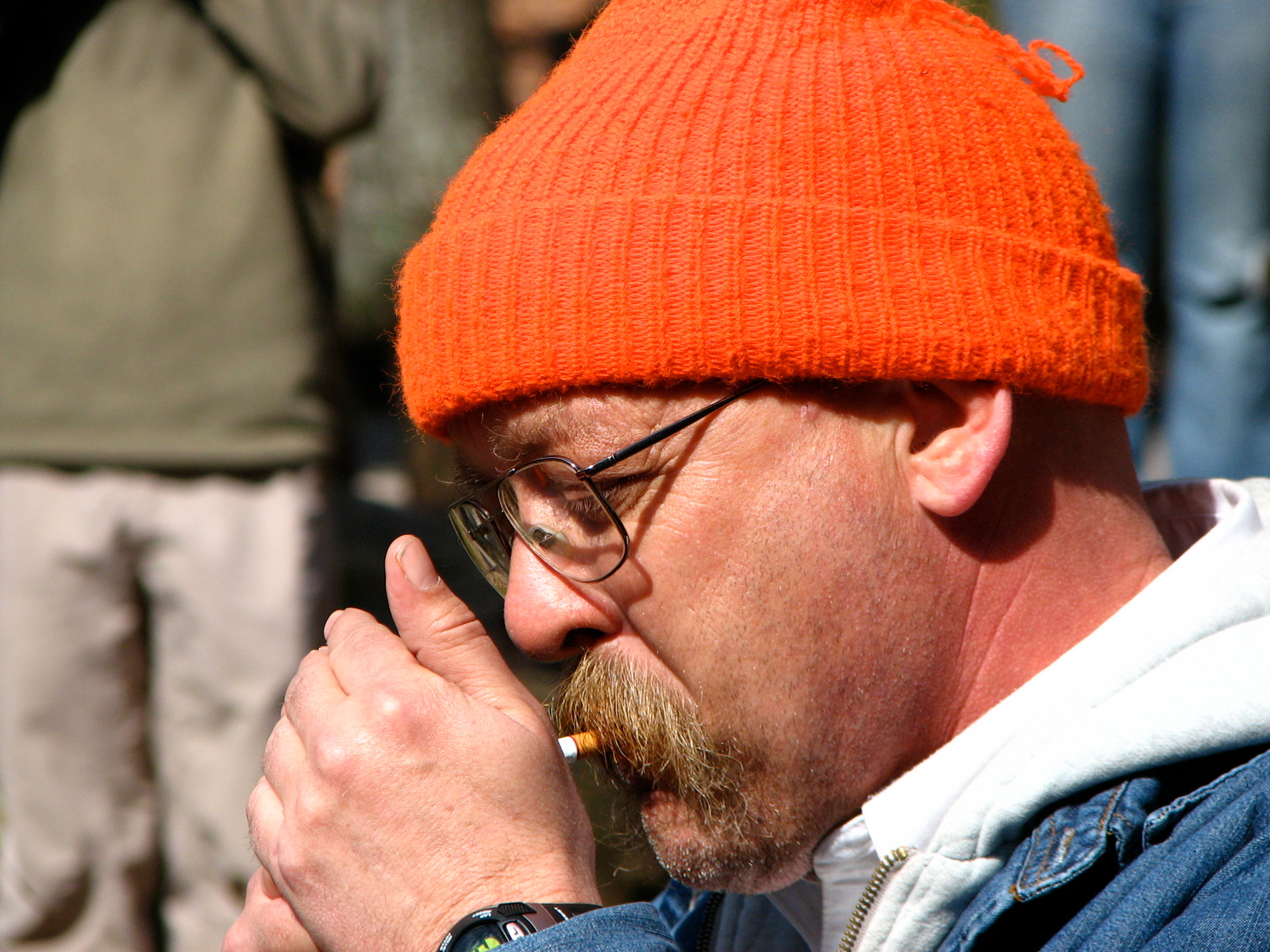
Cantrell tänder en cigarett vilket indikerar starten för Barkley Marathons 2009.

Deltagarantalet är begränsat till 40 personer. De som vill delta i loppet ansöker och väljs sedan ut av arrangörerna, men hur man ansöker är en hemlighet och ingen officiell information om ansökningsprocessen finns tillgänglig. Det sägs att dock att en ansökan skall skickas per mejl till organisatörerna på en specifik dag och för att få reda på mejladress och ansökningsdag måste man prata med en person som har deltagit i loppet. I och med att loppet går över en krävande terräng med en stigning på totalt 16 500 meter anses loppet av många vara det tuffaste i hela världen.
Under flera upplagor har inte en ende deltagare gått i mål, senast det skedde var 2015 vilket Cantrell kommenterade med att "berget vann". De tre första upplagorna av Barkley Marathons (1986, 1987 och 1988) var cirka 80 km långa och vid 1988 års upplaga gick den första löparen i mål. Åren efter var loppet cirka 177 km, en sträcka som ingen klarade. Från 1995 genomförs loppet i nuvarande utformning över cirka 160 km och sedan dess har 17 deltagare gått i mål av cirka 1 100 startande.

### Deltagare som fullföljt loppet
| År   | Namn                  | Tid      | Noteringar                      |
| ---- | --------------------- | -------- | ------------------------------- |
| 1995 | Mark Williams         | 59:28:48 | Nytt rekord.                    |
| 2001 | David Horton          | 58:21:00 | Nytt rekord.                    |
| 2001 | Blake Wood            | 58:21:01 |                                 |
| 2003 | Ted "Cave Dog" Keizer | 56:57:52 | Nytt rekord.                    |
| 2004 | Mike Tilden           | 57:25:18 |                                 |
| 2004 | Jim Nelson            | 57:28:25 |                                 |
| 2008 | Brian Robinson        | 55:42:27 | Nytt rekord.                    |
| 2009 | Andrew Thompson       | 57:37:19 |                                 |
| 2010 | Jonathan Basham       | 59:18:44 |                                 |
| 2011 | Brett Maune (1)       | 57:13:33 |                                 |
| 2012 | Brett Maune (2)       | 52:03:08 | Nuvarande rekord.               |
| 2012 | Jared Campbell (1)    | 56:00:16 |                                 |
| 2012 | John Fegyveresi       | 59:41:21 |                                 |
| 2013 | Nick Hollon           | 57:39:24 |                                 |
| 2013 | Travis Wildeboer      | 58:41:45 |                                 |
| 2014 | Jared Campbell (2)    | 57:53:20 |                                 |
| 2016 | Jared Campbell (3)    | 59:32:30 | Först att gå i mål tre gånger.  |
| 2017 | John Kelly (1)        | 59:30:53 |                                 |
| 2023 | Aurelian Sanchez      | 58:23:12 |                                 |
| 2023 | John Kelly (2)        | 58:42:23 |                                 |
| 2023 | Karel Sabbe           | 59:53:33 |                                 |
| 2024 | Ihor Verys            | 58:44:59 |                                 |
| 2024 | John Kelly (3)        | 59:15:38 |                                 |
| 2024 | Jared Campbell (4)    | 59:30:32 | Först att gå i mål 4 gånger.    |
| 2024 | Greig Hamilton        | 59:38:42 |                                 |
| 2024 | Jasmin Paris          | 59:58:21 | Första kvinna att klara loppet. |

## Dokumentärer
Annika Iltis och Timothy Kane följde 2012 års upplaga av Barkley Marathons och gjorde en dokumentär om loppet. Den lanserades 2014 och heter The Barkley Marathons: The Race That Eats Its Young.
Where Dreams Go to Die (2017) är en film av Ethan Newberry som följer ultralöparen Gary Robbins i hans flerfaldiga försök att klara Barkley Marathons. 